# Oberhessischer Geschichtsverein
Der Oberhessische Geschichtsverein ist ein regional agierender Geschichtsverein, dessen Aktivitäten sich auf das Gebiet der ehemaligen Provinz Oberhessen konzentrieren. Dem Vereinszweck nach „erforscht [er] den heimischen Raum und pflegt das damit verbundene Geschichtsbewusstsein. Dazu gehören die Unterstützung der Forschungen von Gruppen und Einzelpersonen, die Kontaktpflege zu benachbarten Geschichtsvereinen und die Sorge für den Erhalt von Boden- und Baudenkmälern.“ Zur Zeit bestehen zwei vom Verein unabhängig agierende Arbeitsgruppen: der Freundeskreis Alter Friedhof und die Arbeitsgruppe Archäologie.

## Geschichte
Der Vorgängerverein des Oberhessischen Geschichtsvereins war die „Historische Gesellschaft für Gießen“, deren Gründung im Juni 1861 erfolgte. Deren 34 Gründungsmitglieder stellten eine locker gefügte Vereinigung von meist wissenschaftlich arbeitenden Historikern dar, die noch nicht den Kontakt mit der Bevölkerung durch Vorträge oder die Herausgabe einer Zeitschrift suchte.
Der heutige Geschichtsverein wurde im Juni 1878 unter dem Namen „Oberhessischer Verein für Localgeschichte“ zu Gießen auf Initiative von Professoren der Universität und Bürgern der Stadt Gießen gegründet. Etwa 40 Herren hatte sich zur Gründungsversammlung im damaligen Café Ebel eingefunden. Diese Vereinsgründung war von Erfolg gekrönt, da der Verein derjenige oberhessische Geschichtsverein werden sollte, der auf die längste Bestandsdauer zurückblicken kann. Zum ersten Vereinsvorsitzenden wurde der Jurist Karl von Gareis gewählt.
Der Geschichtsverein initiierte im Jahr 1879 die Gründung des Oberhessischen Museums. Unter den Vereinsmitgliedern fanden sich freiwillige Helfer für den Aufbau der Museumssammlung. Andere Vereinsmitglieder stellten historisch wertvolle Privatobjekte der Museumssammlung zur Verfügung. Der Geschichtsverein erhielt eine jährliche Staatssubvention und gab im Jahr 1888 die eigene Bibliothek gegen Entschädigung an die Universitätsbibliothek Gießen ab.
Im Jahr 1889 wurde der Verein in „Oberhessischer Geschichtsverein“ umbenannt. Im Zuge dieser Umbenennung änderte sich auch der Name der Publikationen, aus den Jahresberichten des Oberhessischen Vereins für Localgeschichte wurden die Mitteilungen des Oberhessischen Geschichtsvereins (MOHG).

## Vereinsvorsitzende
- 1878–1883: Karl von Gareis (1844–1923)
- 1883–1889: Hugo von Ritgen (1811–1889)
- 1889–1891: Goswin von der Ropp (1850–1919)
- 1891–1893: Konstantin Höhlbaum (1849–1904)
- 1893–1895: Herman Haupt (1854–1935)
- 1895–1897: Otto Buchner (1828–1897)
- 1897–1903: Konstantin Höhlbaum (1849–1904)[4]
- 1903–1929: Otto Behaghel (1854–1936)
- 1929–1933: Karl Ebel (1868–1933)
- 1934–1962: Karl Glöckner (1884–1962)
- 1962–1966: Heinrich Klenk (1893–1966)
- 1966–1977: Herbert Krüger (1902–1996)
- 1977–1991: Erwin Knauß (1922–2013)
- seit 1991 Michael Breitbach (* 1947)

## Publikationen
Bis zum Jahr 1889 erschienen fünf „Jahresberichte des Oberhessischen Vereins für Localgeschichte“. Seit 1889 ist der Verein Herausgeber der Mitteilungen des Oberhessischen Geschichtsvereins Gießen (Abkürzung: MOHG). Der MOHG-Band 108 erschien im Jahr 2023.
Alle Bände der „Mitteilungen des Oberhessischen Geschichtsvereins“ (MOHG) werden als Digitalisate durch die Universitätsbibliothek Gießen zur Verfügung gestellt.

## Sekundärliteratur
- Hans Szczech: Die Studienfahrten des Oberhessischen Geschichtsvereins seit 1954 bis 1988, in: MOHG N.F. Band 74 (1989), S. 395–429.
- Erwin Knauß: 100 Jahre Oberhessischer Geschichtsverein. 15. Juni 1878-15. Juni 1978, in: MOHG N.F. Band 63(1978), S. 1–15.
- Carl Walbrach: Ein halbes Jahrhundert oberhessischer Geschichtsverein, in: MOHG N.F. Band 28. Festschrift zur Fünfzigjahrfeier des Vereins (1928), S. 211–252.